# Coll del Faig (Reiners)
El Coll del Faig és un coll situat a 965,4 m alt dels contraforts septentrionals dels Pirineus entre els termes comunals dels Banys d'Arles i Palaldà, a l'antic terme de Montalbà, i de Reiners, tots dos del Vallespir (Catalunya del Nord).
És a la zona sud-est del terme comunal al qual pertany, al sud-est del poble de Montalbà, a prop i a ponent del Cortal del Pla de Corts, del terme de Reiners, i al nord-est de Ca l'Ocell, del dels Banys d'Arles i Palaldà. També és al nord-oest del Coll del Ric i al sud-est de Pera Bassa.
Consta documentat des del 1823. En alguns mapes apareix com a Coll del Freixe.